# Kievski (district)
Pour les articles homonymes, voir Kievski.
Kievski (Киевский) est un district municipal de Moscou situé dans le district administratif de Novomoskovski.
Il comprend la ville de Kievski, à laquelle ont été ajoutés quelques villages aux alentours.

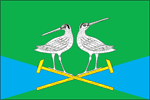
Drapeau du district